# Pete and Gladys

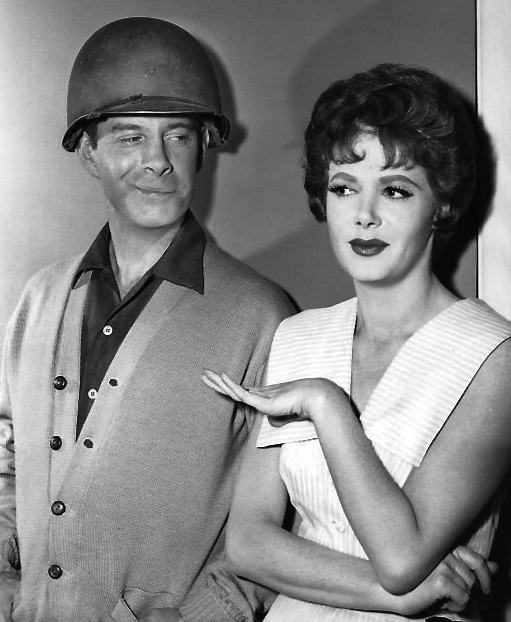
Harry Morgan e Cara Williams.

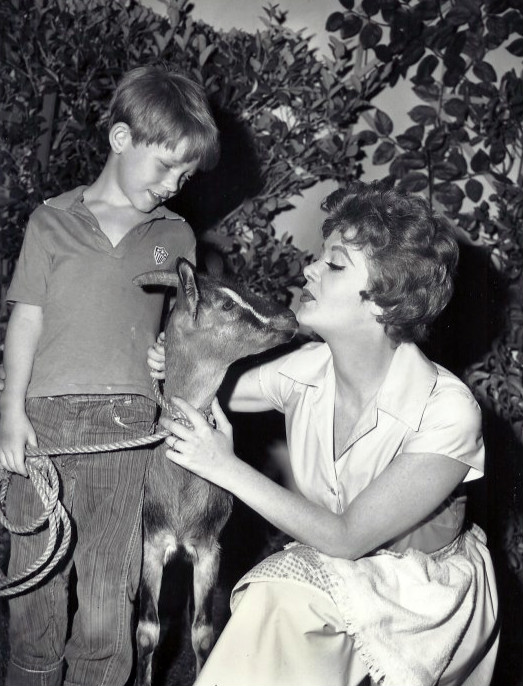
Cara Williams e Ron Howard.

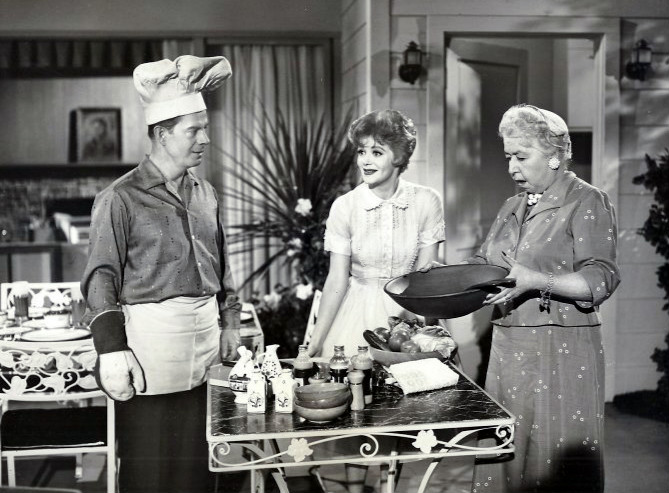
Harry Morgan, Cara Williams e Verna Felton.

Pete and Gladys  è una serie televisiva statunitense in 72 episodi trasmessi per la prima volta nel corso di 2 stagioni dal 1960 al 1962. È uno spin-off della serie televisiva December Bride (1954-1959).

## Trama
Nella popolare sitcom December Bride, Pete Porter era il vicino di casa che trascorreva la maggior parte del tempo a lamentarsi di sua moglie Gladys, che non era mai apparsa in video. In Pete and Gladys, lo spin-off, Gladys viene interpretata dall'attrice comica Cara Williams.
Oltre al protagonista Pete, l'unico personaggio ad essere ripreso da December Bride è quello di Crocker Hilda, interpretata da Verna Felton. Barbara Stuart appare nove volte nella prima stagione nel ruolo di Alice, amica di Gladys. Gale Gordon interpreta lo zio Paul, che appare in alcuni episodi nella prima stagione e come personaggio regolare nella seconda. Bill Hinnant spesso appare durante la seconda stagione nel ruolo del nipote di Gladys, Bruce Carter, che rimane con la zia mentre frequenta una scuola nelle vicinanze.

## Personaggi
- Pete Porter (72 episodi, 1960-1962), interpretato da	Harry Morgan.
- Gladys Porter (72 episodi, 1960-1962), interpretata da	Cara Williams.
- Hilda Crocker (23 episodi, 1960-1961), interpretata da	Verna Felton.
- Janet Colton (13 episodi, 1960-1962), interpretata da	Shirley Mitchell.
- Howie (11 episodi, 1960-1961), interpretato da	Alvy Moore.
- zio Paul Porter (9 episodi, 1960-1962), interpretato da	Gale Gordon.
- Alice (9 episodi, 1960-1961), interpretata da	Barbara Stuart.
- George Colton (8 episodi, 1960-1961), interpretato da	Peter Leeds.
- Nancy (7 episodi, 1962), interpretata da	Frances Rafferty.
- Peggy Briggs (6 episodi, 1961-1962), interpretata da	Mina Kolb.
- Ernie Briggs (6 episodi, 1961-1962), interpretato da	Joe Mantell.
- Pop (6 episodi, 1961), interpretato da	Ernest Truex.
- Mr. Slocum (5 episodi, 1961), interpretato da	Barry Kelley.
- Bruce Carter (4 episodi, 1961-1962), interpretato da	William Hinnant.
- Springer (4 episodi, 1960-1961), interpretato da	Willis Bouchey.
- Coles (3 episodi, 1960-1961), interpretato da	Jack Albertson.
- Violet (3 episodi, 1960-1961), interpretato da	Muriel Landers.
- Michele Martin (3 episodi, 1960), interpretato da	Delphine Seyrig.
- Marty (3 episodi, 1961-1962), interpretato da	Bob Hastings.
- Avedon (3 episodi, 1961-1962), interpretato da	Frank Nelson.
- Mr. Brenner (3 episodi, 1961-1962), interpretato da	Frank Wilcox.
- Newton (3 episodi, 1962), interpretato da	Cliff Norton.

## Produzione
La serie fu prodotta dalla Columbia Broadcasting System (CBS) e da El Camino e girata negli studios della Paramount a Los Angeles in California. Il (titolo di lavorazione fu For Pete's Sake.
Tra i registi della serie sono accreditati Leslie Goodwins	 	(3 episodi, 1962) e James V. Kern (2 episodi, 1961-1962)
Cara Williams fu candidata per l'Emmy Award del 1962 nella categoria "Lead Actress in a Comedy Series".

## Distribuzione
La serie fu trasmessa negli Stati Uniti dal 1960 al 1962 sulla rete televisiva CBS.

## Episodi
| Stagione         | Episodi | Prima TV USA |
| ---------------- | ------- | ------------ |
| Prima stagione   | 36      | 1960-1961    |
| Seconda stagione | 36      | 1961-1962    |